# Anastrepha sagittata
Anastrepha sagittata är en tvåvingeart som först beskrevs av Stone 1939.  Anastrepha sagittata ingår i släktet Anastrepha och familjen borrflugor. Inga underarter finns listade i Catalogue of Life.